# شيلا جاكسون
شيلا جاكسون (بالإنجليزية: Sheila Jackson)‏ هي لاعبة شطرنج بريطانية، ولدت في 11 نوفمبر 1957.

## وصلات خارجية
- شيلا جاكسون على موقع الاتحاد الدولي للشطرنج (الإنجليزية)
- شيلا جاكسون على موقع مباريات الشطرنج (الإنجليزية)
- شيلا جاكسون على موقع 365Chess.com (الإنجليزية)
- شيلا جاكسون على موقع Chesstempo.com (الإنجليزية)
- شيلا جاكسون سجل أولمبياد الشطرنج للسيدات على موقع OlimpBase.org (الإنجليزية)